# Тис ягідний (Трускавець)
Тис я́гідний — ботанічна пам'ятка природи місцевого значення в Україні. Розташована в межах міста Трускавець Львівської області, на території санаторію «Кришталевий палац» (вул. Суховоля). 
Площа 0,01 га. Статус надано 1984 року. Перебуває у віданні санаторію «Кришталевий палац». 
Статус надано з метою збереження одного екземпляра вікового дерева тису ягідного (Taxus baccata).